# Kerteminde
Kerteminde er en by og tidligere købstad på Østfyn med 6.044 indbyggere  (2024), beliggende 17 km nordvest for Nyborg og 18 km nordøst for Odense. Kerteminde er kommunesæde i Kerteminde Kommune og ligger i Region Syddanmark.
Øst for byen ligger Kerteminde Bugt, der er en del af Storebælt, og mod vest ligger Kerteminde Fjord, der fortsætter i Kertinge Nor. Byen har Fyns største fiskerihavn, og der var fiskeauktion 1935-2003. I nærheden af Kerteminde findes blandt andet også Lundsgaard Gods, herregården Ulriksholm, Vikingemuseet Ladby og landsbyerne Kertinge og Dræby.

## Sogn og kirker
Kerteminde hører til Kerteminde-Drigstrup Sogn, som opstod 1. december 2013 ved sammenlægning af de to sogne. Kerteminde Sogn var ret lille, så Kerteminde voksede i 1920'erne ud over sognegrænsen og fik en forstad på Over Kærby Mark i Drigstrup Sogn.
Kertemindes sognekirke Sankt Laurentii Kirke ligger i byen. I byen findes også Emmauskirken, som ejes af Kerteminde-Dalby Valgmenighed, der også har Bethlehemskirken i Dalby.

## Faciliteter
Kerteminde Byskole har 466 elever, fordelt på 0.-9. klassetrin. Kerteminde Efterskole er en Grundtvig-Koldsk efterskole med 23 ansatte.
Byen har 4 daginstitutioner: Balders Hus med vuggestue og børnehave til 78 børn, børnehaven Fjordvang til 53 børn og børnehaven Nymarken til 62 børn samt den private vuggestue og børnehave Mølleløkken til 51 børn.
Kerteminde Idrætscenter består af to sportshaller ved byens stadion.

## Etymologi
Byens navn (1412 Kiertheminde, 1430 Kirtimynnæ) kommer af det gamle navn for Kerteminde Fjord, Kirta, efterfulgt af det olddanske ord minni, 'mynni 'munding'.

## Historie

### Oprindelse
Fund af mønter fra Svend Estridsens tid tyder på, at der allerede omkring år 1050 har været aktiviteter på stedet, hvor byen ligger i dag. Omkring 1225 har der været et fiskemarked, men først i 1350 optræder Kerteminde som bynavn, da en købmand fra Lübeck omtaler byen som Kertemunde in Pheonia, da han donerer 5 mark til byens kirke.

### Middelalderen
Kerteminde blev købstad 7. december 1413, da Erik af Pommern gav den de samme privilegier som Svendborg og Faaborg. Kerteminde omfattede området "Bådsbæk og så vesten ind til Lyngsled, op så på den anden vej over Sundet og så ind til det gravede dige syd for Sundet". Omkring 1415 menes Langebro at være opført, så byen blev forbundet hen over sundet. Byens købstadsprivilegier blev bekræftet af Christoffer af Bayern i 1441 og endnu engang i 1460, hvor Christian 1. præciserer dem. Privilegierne blev atter bekræftet i 1473, hvor byen fik samme rettigheder som Odense.
I 1476 blev byens kirkes nye kor indviet, og kirken blev viet til den katolske helgen Skt. Laurentius, så kirken herefter kaldes Sankt Laurentii Kirke.
I 1484 blev byens privilegier stadfæstet af Kong Hans, og der omtales for første gang en borgmester. Tillige havde Kong Hans i 1503 taget byen i beskyttelse mod forprang, idet det blev forbudt fremmede købmænd at købslå med bønderne i en mils omkreds. Kerteminde var en ret anselig handelsby, navnlig på grund af sin gode havn; især var dens øl en udførselsartikel ("Kerteminde er kendt for godt Øl og skidne Kvinder“). Fra gammel tid stod den i handelsforbindelse med Odense, der benyttede søvejen gennem Kjertinge Fjord. Ved den ovennævnte forordning af 1503 blev det fastslået at "Kjerteminde og Odense Borgere maatte købe og købslaa med hverandre herefter, som de af Arild gjort have". Dog har Odense vel været den dominerende, idet Kerteminde nærmest kunne betragtes som dens losse- og ladeplads. I 1516 blev privilegierne udvidet. Nye bekræftelser fulgte i 1525 og 1538.

### Renæssancen
I 1566 og 1570 fik Kertemindes borgere befaling om at omdanne Langebro til en vindebro for at skibe fra Odense kunne sejle igennem. I 1588 havde Kerteminde kun 4 købmænd, men mange søfarende, som gik i fragtfart for Odense-købmændene, hvoraf flere, således Oluf Bager, havde huse og drev handel der. Dog havde også Kerteminde betydelig fordel af dette samkvem, og ved midten af det 17. århundrede kunne Arent Berntsen omtale Kerteminde som en havn, "hvorfra en utrolig Summa af Korn og Landets forskellige Varer til fremmede Steder udføres, saavel af Byens egne Borgere som af Odense Borgere, som der deres Kornspiker og Ladested vedligeholde".
Her ligesom i Odense fik denne velstand sit knæk ved Svenskekrigen. Byen blev besat af fjenden, men mest led den ved de kongelige troppers landgang under feltmarskal Hans Schack, idet den blev bombarderet af den hollandske flåde under admiral Ruijter for at dække landgangen. Skaden på 133 gårde og huse, hvoraf 24 var brændt helt ned, blev vurderet til 19.300 sletdaler.

### Under enevælden
I 1672 havde byen 642 indbyggere. Dens handel sygnede helt hen, især efter at sejlløbet gennem Odense Fjord var åbnet. Endnu nævnes den dog i en forordning af 28. januar 1682 blandt de byer, som måtte drive udenlandsk handel, og blandt dem, hvis øvrighed bestod af en borgmester og to rådmænd, mens de mindre byer som Bogense kun havde en byfoged. Den hensygnende tilstand varede i hele det 18. århundrede. I 1769 havde byen 696 indbyggere.

### Kerteminde anno 1778
"Kerteminde" Købstad nordøst på Fyn ved en stor fjord, mellem Bjerge Herred og Hindsholm på Odense Amts grund, men under Nyborg Amt. 2½ mil nordøst fra Odense og 2¼ mil nordøst fra Nyborg. Våbenet er et skib for fulde sejl. Byens første privilegier er fra Erik af Pommern 1413.
Byen har 6 gader, 3 porte, 172 huse assesurerede for 35,700 rigsdaler foruden de publique [offentlige] bygninger. Kirken er bygget 1476 til Skt. Laurentius' ære. Altertavlen og prædikestolen er af billedhugger-arbejde. I den danske skole, bygget 1741, bor degnen og skoleholderen. Rådstuen ligger lige overfor kirken på torvet og er opført 1736 af bindingsværk med en brandmur til gaden.
Bytinget holdes hver mandag. Byens øvrighed er en byfoged som tillige er byskriver. I byen er en sognepræst, en kapellan, 14 købmænd, 42 håndværkere, i alt 65 borgere.
Havnen er temmelig dyb og meget bekvem for skibene, som kan ligge langs med siden af skibsbroen lige ned til Langebro. I samme kan rummes 12-16 fartøjer på 4-600 tønder men indløbet er kun 6-7 fod dyb. Til skibsbroens vedligeholdelse gives noget af hver tønde gods, og til at vedligeholde Langebro, som er 216 alen lang, gives ligeledes korn af omliggende herreder og sogne.
På byens grund er der 3 gode vejrmøller. Lige udenfor byen er der to skønne kilder og i byen brønde, men som næsten alle har brakvand.
Byens hele mark med kirkejorder er 28 tønder, 1 skippund 1 fjerdingkar hartkorn. Til byen er 8 fartøjer og god fiskefangst. Her fanges en slags store og gode flyndere kaldet rådmænd. Da kong Frederik 4. var der i byen, fortalte gehejmeråd Gabel kongen at borgmesteren havde spist to rådmænd, hvilken gåde han siden løste.
Posten ankommer fra Odense mandag morgen og torsdag aften, afgår onsdag formiddag kl. 10 og løverdag middag. Konsumptionen var i 1764 1,705 rigsdaler. De to årlige markeder afholdes den 26. juni og 22. oktober.

### Den tidlige industrialisering
Kertemindes befolkning var stigende i slutningen af 1800-tallet og i begyndelsen af 1900-tallet: 1.833 i 1850, 1.963 i 1855, 2.148 i 1860, 2.274 i 1870, 2.488 i 1880, 2.471 i 1890, 2.552 i 1901, 2.499 i 1906 og 2.719 i 1911.
Af fabrikker og industrielle anlæg fandtes omkring år 1900: to savværker, saltkogeri, jernstøberi, brændevinsbrænderi, to ølbryggerier, mineralvandsfabrik, to kalkovne. koksfabrik og bogtrykkeri. "Kjerteminde Avis" blev udgivet i byen. Der blev årligt afholdt 5 markeder: i februar og juni med heste, i marts og november med heste og kvæg og i oktober med heste, kvæg og får. Torvedag var hver onsdag og lørdag.
Befolkningens sammensætning efter næringsvej var i 1890: 154 levede af immateriel virksomhed, 833 af håndværk og industri, 471 af handel og omsætning, 125 af søfart, 385 af fiskeri, 18 af jordbrug, 11 af gartneri, 399 af forskellig daglejervirksomhed, 54 af deres midler, 20 nød almisse, og 1 var i fængsel. Ifølge en opgørelse i 1906 var indbyggertallet 2.499, heraf ernærede 143 sig ved immateriel virksomhed, 78 ved landbrug, skovbrug og mejeridrift, 352 ved fiskeri, 1.081 ved håndværk og industri, 395 ved handel med mere, 224 ved samfærdsel, 99 var aftægtsfolk, 75 levede af offentlig understøttelse og 52 af anden eller uangiven virksomhed.

### Kertemindebanen
Kerteminde fik station på Odense-Kerteminde-Dalby Jernbane, der blev åbnet i 1900. I 1914 blev den forlænget til Martofte og kom til at hedde Odense-Kerteminde-Martofte Jernbane. Kerteminde Station lå ved havnen og havde 4 gennemgående spor, heraf 2 perronspor. Som banens hovedstation havde Kerteminde også vandtårn og vandkran til damplokomotiverne, men ikke remise – den var i Martofte. Foruden de 4 gennemgående spor var der et kort spor 0, oprindeligt med siderampe og dyrefold, senere med varehus og stikspor i begge ender til hhv. drejeskive og skur til rangertraktoren.
Det yderste af de 4 gennemgående spor blev kaldt "fiskesporet" fordi det betjente fiskekonservesfabrikken 555. Sporet havde siderampe og betjente også Kerteminde Trælasthandel, et frørenseri og en række andre firmaer. Det dobbelte havnespor med omløb og vejerbod ved indkørslen betjente firmaer, der handlede med korn- og foderstoffer, trælast, frø, kul og gødning samt Dansk Andels Ægeksport.
Kertemindebanen blev nedlagt i 1966. Stationsbygningen blev revet ned for at give plads til rådhuset i den nye Kerteminde Kommune.

### Mellemkrigstiden
Gennem mellemkrigstiden var Kertemindes indbyggertal svagt stigende:
| År                       | 1916  | 1921  | 1925  | 1930  | 1935  | 1940  |
| ------------------------ | ----- | ----- | ----- | ----- | ----- | ----- |
| Kerteminde købstad       | 2.872 | 3.068 | 3.088 | 3.171 | 3.206 | 3.189 |
| Over Kærby Mark          | -     | -     | 34    | 37    | 123   | 130   |
| Kerteminde med forstæder | 2.872 | 3.068 | 3.122 | 3.208 | 3.329 | 3.319 |

Ved folketællingen i 1930 havde Kertemindes indbyggere følgende erhvervssammensætning:
| Næringsveje              | Landbrug m.v. | Håndværk, industri | Handel og omsætning | Transport | Immateriel virksomhed | Hus- gerning | Ude af erhverv | Uangivet | I alt |
| ------------------------ | ------------- | ------------------ | ------------------- | --------- | --------------------- | ------------ | -------------- | -------- | ----- |
| Kerteminde købstad       | 494           | 1.039              | 581                 | 217       | 221                   | 304          | 302            | 13       | 3.171 |
| Over Kærby Mark          | 0             | 5                  | 8                   | 16        | 0                     | 4            | 4              | 0        | 37    |
| Kerteminde med forstæder | 494           | 1.044              | 589                 | 233       | 221                   | 308          | 306            | 13       | 3.208 |

### Efterkrigstiden
Efter 2. verdenskrig fortsatte Kerteminde sin svage befolkningsudvikling. Samtidig stagnerede forstaden Over Kærby Mark.
| År                       | 1945  | 1950  | 1955  | 1960  | 1965  |
| ------------------------ | ----- | ----- | ----- | ----- | ----- |
| Kerteminde købstad       | 3.588 | 3.795 | 3.907 | 4.024 | 4.775 |
| Over Kærby Mark          | 144   | 65    | 55    | 50    | 45    |
| Kerteminde med forstæder | 3.732 | 3.860 | 3.962 | 4.074 | 4.820 |

### Nyere historie
Fiskekonservesfabrikken 555, senere Amanda Seafoods, blev revet ned i 2005.
Ved kommunalreformen i 2007 blev Kerteminde Kommune lagt sammen med Langeskov og Munkebo kommuner til den nye Kerteminde Kommune.

## Turisme
Tornøes Hotel var i 1600-tallet en købmandsgård, og man kender navnene på ejendommens ejere gennem de seneste 300 år. Wentzel Tornøe købte ejendommen i 1862 og fik gæstgiverborgerskab i 1865. Hotellet er gennem årene blevet renoveret og har i dag 38 værelser samt fest- og mødelokaler i flere størrelser. Hotellet ejer desuden Kerteminde Bryghus.
Kerteminde Bed & Breakfast er det gamle Sømandshjem, der blev indviet 17. december 1927 med plads til 32 sømænd, der sov i køjesenge. Under Besættelsen var tyskere indkvarteret her. Sømandshjemmet måtte lukke i 1964, men blev renoveret og genopstod i 2007 som Bed & Breakfast hotel. Det har 6 værelser med plads til i alt 16 gæster.
Byen har også ferieboliger, campingplads, marina og Butikker i Gågaden samt et selv-betjeningskontor for turister på biblioteket.
Fra Kerteminde Havn sejler Romsø Båden på onsdage og lørdage i april-august dagture til den ubeboede Romsø.

## Kultur
Byen er kendt fra revyvisen "Min Amanda Var Fra Kerteminde", skrevet af Axel Schwanenflügel i slutningen af 1800-tallet. Granitstatuen Amanda, der forestiller en ung fiskerpige, blev udført af Robert Lund-Jensen i 1954 og opstillet som byens vartegn ved Langebro, der fører over fjorden.
Johannes Larsen Museet er museum for byens berømte maler Johannes Larsen, indrettet i hans hjem, hvor han boede i 60 år. Det lokalhistoriske museum Farvergården blev indrettet i 1937. Begge museer hører i dag under Østfyns Museer efter en fusion i 2009. Fjord&Bælt er en kombination af oplevelsescenter og forskningsinstitution, der ligger ved indsejlingen til fjorden.
2 km sydøst for byen ligger herregården Lundsgård. Her er den 2.000 m² store kostald renoveret og omdannet til kulturhuset "Anexet ved Lundsgaard Gods".

## Kverneland
Taarup Maskinfabrik startede i 1877 i smedjen i landsbyen Tårup 5 km nordvest for Kerteminde. Her lå den indtil 1915, hvor den flyttede ind til byen. I 1954 var det den første virksomhed, der flyttede ud i Kertemindes nye industrikvarter i den nordvestlige ende af byen. Firmaets to største kommercielle succeser var radrenseren og den karakteristiske langhalsede grønthøster. I 1993 blev Taarup indlemmet i den norske industrikoncern Kverneland.
Kvernelands fabrik i Kerteminde har 350 medarbejdere og 50.000 m² produktionsfaciliteter. Den er koncernens kompetencecenter for græsudstyr (skårlæggere, skivehøstere, river, vendere, ballesnittere og vogne) samt foderudstyr.

## Venskabsbyer
- Loksa
- Lempäälä
- Forsand
- Øvre Eiker
- North Berwick
- Ulricehamn
- Rožnov pod Radhoštěm
- Klausdorf

## Notable bysbørn
- Frederik Paludan-Müller (1809-76), digter
- Johannes Larsen (1867-1961), maler
- Kim Larsen (1945-2018), sanger, født i København, men døbt i Kerteminde, hvor hans morfar var degn i valgmenighedskirken
- Casper Christensen (1968-), stand-up-komiker
- Martin Ottesen, kendt under kunstnernavnet Funkstar De Luxe (1973-), disc jockey
- Maren Louise Käehne, manuskriptforfatter
- Henning Ipsen, forfatter og oversætter, 1930-1984

## Galleri
- Kerteminde Byskole
- Paludan Müllers Plads med statuen tv.
- Kerteminde Ugeavis
- Kerteminde set fra sydsiden af fjorden